# Vierbinden-Preußenfisch
Der Vierbinden-Preußenfisch (Dascyllus melanurus) ist eine Art aus der Familie der Riffbarsche (Pomacentridae). Die Fische leben in Lagunen und küstennahen Korallenriffen im zentralen tropischen Indopazifik, von Sumatra über Neubritannien, den Salomon-Inseln bis nach Vanuatu, nach Norden über die Philippinen bis zu den Ryūkyū-Inseln, bei Yap, Palau und Pohnpei und südlich bis zum Great Barrier Reef und Neukaledonien, in Tiefen von einem bis 10 Metern. Neuerdings gibt es auch einen Nachweis über eine Population bei Tonga.
Die Fische leben in kleinen Schulen meist in isoliert stehenden verzweigten Acropora-Stöcken außerhalb des eigentlichen Riffs. Sie ernähren sich von Zooplankton, darunter Ruderfußkrebse, Muschelkrebse, Flohkrebse, den Larven größerer Krebstiere und Fischlaich.

## Merkmale
Vierbinden-Preußenfische werden 6,5 Zentimeter lang. Sie sind hochrückig und von weißer Grundfarbe. Vier breite schwarze Querbänder ziehen sich über den Kopf, vom Beginn der Rückenflosse zu den Bauchflossen, vom Vorderteil des weichstrahligen Teils der Rückenflosse zur Afterflosse und am Ende der Schwanzflosse entlang. Entlang des Seitenlinienorgans haben sie 15 bis 19 Schuppen. Die Anzahl der Kiemenreusenfortsätze beträgt 23 bis 27.
Flossenformel: Dorsale XII/12–13, Anale II/12–13, Pectorale 18–19

## Aquaristik
Vierbinden-Preußenfische waren beliebte Zierfische im Meerwasseraquarium und sind auch für Anfänger geeignet. Wegen der Einfuhr farbigerer Fische und ihrer Neigung zu aggressivem Verhalten werden sie heute nicht mehr so oft importiert. Sie gelten aber als weniger aggressiv als andere Preußenfische. Im Aquarium sind die Tiere revierbildend. Bei guter Pflege laichen sie im Aquarium.